# Vrilissia
Vrilissia (greacă: Βριλήσσια) este un oraș mic de lângă Atena, în Attica, Grecia. Aproape 40000 de persoane trăiesc acolo. Este situat la marginea de nord-est de metropola din Atena și este accesat de către Attiki ODOS, suburbane de cale ferată și de metrou de tranzit.
Este o zona frumoasa, cu o mulțime de piețe, parcuri și un pic împădurite în apropiere de zona de munte de Pendeli. Vrilissia este o cameră cu două paturi oraș din Napoli în Italia, cu care se organizeaza bazaars și Ottweiler în Germania în cazul în care un pod principal este numit după greacă oraș.
- Suprafață: 4 km²
- Locație: 38°1′53″N 23°49′40″E / 38.03139°N 23.82778°E
- Altitudine: 220, 245 (cen.), 400/500 m
- Cod oștal: 152 xx

## Populație
| Populație Vrilissia \| An \| Populație \| Zona \| Densitate \| Noi populație \| Noi de creștere \| Creștere globală a \| \| ---- \| ---------------- \| --------- \| --------------------- \| ----------------- \| --------------- \| ------------------ \| \| 1951 \| 825 rezidenți \| 3,856 χμ2 \| 214 rezidenți/χμ2 \| 825 κάτοικοι \| - \| - \| \| 1961 \| 2.353 rezidenți \| 3,856 χμ2 \| 610 rezidenți/KLM2 \| +1.528 rezidenți \| +185% \| 185% \| \| 1971 \| 3.841 rezidenți \| 3,856 χμ2 \| 996 rezidenți/KLM2 \| +1.488 rezidenți \| +63,23% \| 248,23% \| \| 1981 \| 7.587 rezidenți \| 3,856 χμ2 \| 1.968 rezidenți/KLM2 \| +3.746 rezidenți \| +97,52% \| 345,76% \| \| 1991 \| 16.571 rezidenți \| 3,856 χμ2 \| 4.297 rezidenți/KLM2 \| +8.984 rezidenți \| +118,4% \| 464,16% \| \| 2001 \| 25.582 rezidenți \| 3,856 χμ2 \| 6.634 rezidenți/KLM2 \| +9.011 rezidenți \| +54,4% \| 518,56% \| \| 2008 \| 40.312 rezidenți \| 3,856 χμ2 \| 10.454 rezidenți/KLM2 \| +14.730 rezidenți \| +57,58% \| 576,14% \| |                  |           |                       |                   |                 |                    |
| An | Populație        | Zona      | Densitate             | Noi populație     | Noi de creștere | Creștere globală a |
| 1951 | 825 rezidenți    | 3,856 χμ2 | 214 rezidenți/χμ2     | 825 κάτοικοι      | -               | -                  |
| 1961 | 2.353 rezidenți  | 3,856 χμ2 | 610 rezidenți/KLM2    | +1.528 rezidenți  | +185%           | 185%               |
| 1971 | 3.841 rezidenți  | 3,856 χμ2 | 996 rezidenți/KLM2    | +1.488 rezidenți  | +63,23%         | 248,23%            |
| 1981 | 7.587 rezidenți  | 3,856 χμ2 | 1.968 rezidenți/KLM2  | +3.746 rezidenți  | +97,52%         | 345,76%            |
| 1991 | 16.571 rezidenți | 3,856 χμ2 | 4.297 rezidenți/KLM2  | +8.984 rezidenți  | +118,4%         | 464,16%            |
| 2001 | 25.582 rezidenți | 3,856 χμ2 | 6.634 rezidenți/KLM2  | +9.011 rezidenți  | +54,4%          | 518,56%            |
| 2008 | 40.312 rezidenți | 3,856 χμ2 | 10.454 rezidenți/KLM2 | +14.730 rezidenți | +57,58%         | 576,14%            |